# Альваро Пенья Ерреро
Альваро Пенья Ерреро (ісп. Álvaro Peña Herrero, нар. 24 жовтня 1991, Більбао) — іспанський футболіст, півзахисник.

## Ігрова кар'єра
Народився 24 жовтня 1991 року в місті Більбао. Вихованець футбольної школи клубу «Атлетік Більбао». У дорослому футболі дебютував 2009 року виступами за третю команду рідного клубу, «Басконія», в якій провів два сезони, взявши участь у 52 матчах чемпіонату. Згодом з 2011 по 2013 рік грав за його другу команду, «Більбао Атлетік». За головну команду «Атлетіка» провів лише дві гри в рамках Ліги Європи 2012/13.
Протягом 2013–2015 років захищав кольори друголігового «Луго», після чого протягом двох сезонів грав у Сегунді Б за «Расінг» (Сантандер).
2017 року повернувся на рівень другого іспанського дивізіону, приєднавшисть до команди «Алькоркона», У подальшому на тому ж рівні грав за «Альбасете» та «Мірандес».
2021 року «Альбасете» втратив місце в Сегунді, і півзахисник перейшов до «Аморебієти», якій, утім за результатами сезону 2021/22 також не зуміг допомогти втриматися у другому дивізіоні.

## Статистика виступів

### Статистика клубних виступів
Станом на 8 грудня 2018
| Сезон                       | Команда                                     | Чемпіонат                   | Чемпіонат | Чемпіонат | Національний кубок | Національний кубок | Національний кубок | Континентальні кубки | Континентальні кубки | Континентальні кубки | Інші змагання | Інші змагання | Інші змагання | Усього | Усього |
| Сезон                       | Команда                                     | Ліга                        | Ігор      | Голів     | Ліга               | Ігор               | Голів              | Ліга                 | Ігор                 | Голів                | Ліга          | Ігор          | Голів         | Ігор   | Голів  |
| --------------------------- | ------------------------------------------- | --------------------------- | --------- | --------- | ------------------ | ------------------ | ------------------ | -------------------- | -------------------- | -------------------- | ------------- | ------------- | ------------- | ------ | ------ |
| трав. 2011                  | «Більбао Атлетік»                           | СДБ                         | 1         | 0         | -                  | -                  | -                  | -                    | -                    | -                    | -             | -             | -             | 1      | 0      |
| 2011–12                     | «Більбао Атлетік»                           | СДБ                         | 28        | 0         | -                  | -                  | -                  | -                    | -                    | -                    | -             | -             | -             | 28     | 0      |
| 2012–13                     | «Більбао Атлетік»                           | СДБ                         | 30+4      | 2         | -                  | -                  | -                  | -                    | -                    | -                    | -             | -             | -             | 34     | 2      |
| Усього за «Більбао Атлетік» | Усього за «Більбао Атлетік»                 | Усього за «Більбао Атлетік» | 59+4      | 2         |                    | -                  | -                  |                      | -                    | -                    |               | -             | -             | 63     | 2      |
| 2012–13                     | «Атлетік Більбао»                           | ПД                          | -         | -         | КІ                 | -                  | -                  | ЛЄ                   | 2                    | 0                    | -             | -             | -             | 2      | 0      |
| 2013–14                     | «Луго»                                      | СД                          | 37        | 2         | КІ                 | 2                  | 0                  | -                    | -                    | -                    | -             | -             | -             | 39     | 2      |
| 2014–15                     | «Луго»                                      | СД                          | 28        | 2         | КІ                 | 2                  | 0                  | -                    | -                    | -                    | -             | -             | -             | 30     | 2      |
| Усього за «Луго»            | Усього за «Луго»                            | Усього за «Луго»            | 65        | 4         |                    | 4                  | 0                  |                      | -                    | -                    |               | -             | -             | 69     | 4      |
| 2015–16                     | «Расінг»                                    | СДБ                         | 31+3      | 4         | -                  | -                  | -                  | -                    | -                    | -                    | -             | -             | -             | 38     | 4      |
| 2016–17                     | «Расінг»                                    | СДБ                         | 36+6      | 4         | КІ                 | 4                  | 0                  | -                    | -                    | -                    | -             | -             | -             | 35     | 4      |
| Усього за «Расінг»          | Усього за «Расінг»                          | Усього за «Расінг»          | 67+9      | 8         |                    | 4                  | 0                  |                      | -                    | -                    |               | -             | -             | 80     | 8      |
| 2017–18                     | [[Алькоркон (футбольний клуб)\|«Алькоркон»] | СД                          | 40        | 6         | КІ                 | 0                  | 0                  | -                    | -                    | -                    | -             | -             | -             | 40     | 6      |
| 2018–19                     | [[Алькоркон (футбольний клуб)\|«Алькоркон»] | СД                          | 14        | 1         | КІ                 | 1                  | 0                  | -                    | -                    | -                    | -             | -             | -             | 15     | 1      |
| Усього за «Алькоркон»       | Усього за «Алькоркон»                       | Усього за «Алькоркон»       | 54        | 7         |                    | 1                  | 0                  |                      | -                    | -                    |               | -             | -             | 55     | 7      |
| Усього за кар'єру           | Усього за кар'єру                           | Усього за кар'єру           | 245+13    | 21        |                    | 9                  | 0                  |                      | 2                    | 0                    |               | -             | -             | 269    | 21     |